# توعر (صنعاء)

تعديل مصدري - تعديل

توعر هي إحدى قرى الجمهورية اليمنية. تتبع جغرافيا لمحافظة صنعاء و إداريًا لمديرية الحصن. يبلغ تعداد سكانها 3301 نسمة حسب الإحصاء الذي أجري عام 2004.